# Національний парк Фолгефонна

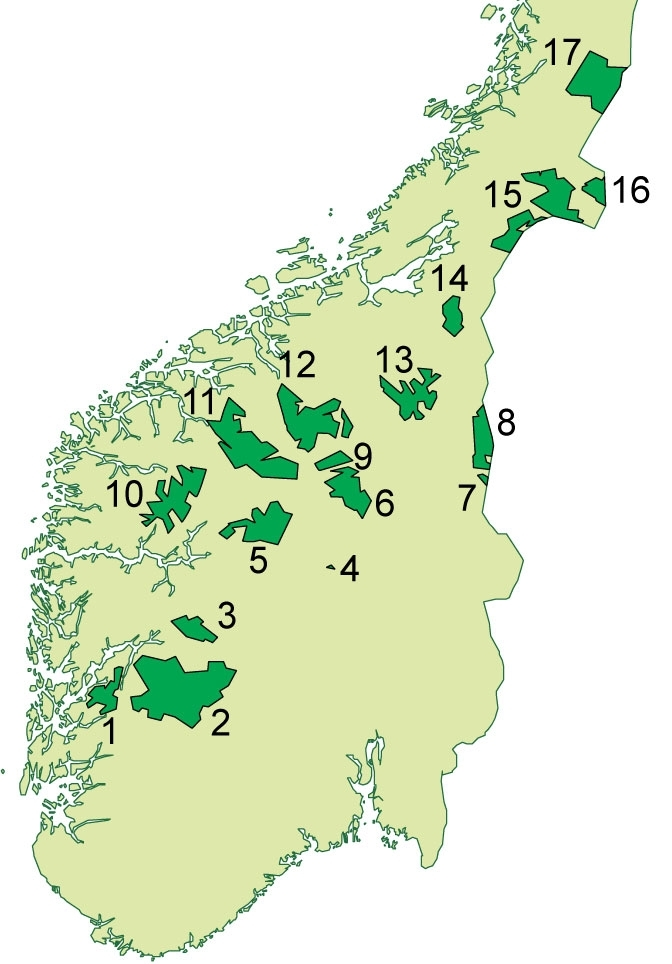
Національний парк Фолгефонна на мапі позначений цифрою «1»

Національний парк Фолгефонна (норв. Folgefonna nasjonalpark) — національний парк у південно-західній Норвегії. Створений для охорони льодовика Фолгефонна, третього за площею в континентальній Норвегії, та прилеглих до нього територій із гірськими та долинними ландшафтами. Розташований у губернії (фюльке) Гордаланн на території комун Етне, Квіннгерад, Одда, Юндал та Улленсванг. Парк урочисто відкрила 29 квітня 2005 року королева Соня.
Парк, що охоплює майже весь льодовик, цікавий також флорою, фауною і геологічними структурами на прилеглих до льодовика територіях. Розташований на схід від Сильдафіорда — відгалуження Гардангер-фіорда. Під льодовиком побудований тунель Фолгефонна довжиною 11 км, на південь від парку проходить Європейський маршрут E134 Геугесунн — Драммен.
Парк відрізняється великою різноманітністю рослинності, від прибережних хвойних лісів до мохів і лишайників на високогір'ї. Зустрічаються тундрова куріпка, беркут, зимняк (мохноногий канюк), дятли, благородний олень.
У парку влаштована система туристичних маршрутів, є чотири хатини.